# Comissia norfolkensis
Comissia norfolkensis is een haarster uit de familie Comatulidae.
De wetenschappelijke naam van de soort werd in 1977 gepubliceerd door Donald George McKnight.